# Kiss Sándor (politikus, 1952)
Kiss Sándor (Nagykároly, 1952. március 25. –) romániai magyar politikus, 2008-tól a Bihar Megyei Önkormányzat alelnöke.

## Tanulmányai
Temesvári Műszaki Egyetem – Főiskolai szintű elektroműszerész szak

## Munkatapasztalat
Civil szervezeti tevékenység
- 2003 – Partium Alapítvány – alapító és kuratóriumi tag
- 2002 – Mecénás alapítvány – kuratóriumi elnök
- 2001 – Bihar megyei Vállalkozók Szövetsége – első alelnök

Szakmai tevékenység
- 1990 után mint magánvállalkozó, több cég vezetője
- két Romániát átfogó szakmai egyesületnek, a Starfilm Unió valamint a Romániai Professzionális Kábeltávközlési vezetőbizottság tagja
- a nagyváradi kábeltelevíziós rendszer kiépítése, működtetése
- az első nagyváradi szinkronstúdió megalapítása, kiépítése és elindítása

Gazdasági tevékenység
- Tulajdonosa illetve társtulajdonosa több magánvállalkozásnak: Videovox Kft., Biolact Kft, Vetrolux Kft., Pro Idea Kft, Bioland Bihor Kft., Stirea Kft., Softpartner Kft., Lancelot Kft., Alexis Kft., Pădurea Verde Kft., Autocord Kft., Press Online Group Kft.
- Működtetője, társtulajdonosa a nagyváradi Partium Rádiónak

Mecénatúrái
- Több tucat könyv megjelenésének, kulturális, ifjúsági rendezvények támogatója. Önkormányzati munkánk eredménye, hogy a Bihar megyei magyar kultúra helyzete javult, új állami intézményekkel bővült (Nagyváradi néptánccsoport, Várad folyóirat stb.). Valamint bevezetésre került a kulturális és egyházi pályázati rendszer.

## Politikai tevékenység
- 1990–től RMDSZ tag
- 1996-1998 gazdasági ügyvezető alelnök, parlamenti képviselő jelölt
- 1999–2000 megyei választmány tagja
- 2000-2004 megyei választmány elnöke
- 2000–2004 Bihar megyei tanács gazdasági alelnöke
- 2001-től SZKT tag és az RMDSZ Megyei Önkormányzati Tanácsának elnöke
- 2002-től Bihar-Hajdú-Bihar Eurorégió vezetőtanácsának tagja
- 2003–2005 Nagyvárad – Csillagváros körzet elnöke
- 2004-2016  RMDSZ Bihar megyei Szervezetének megyei elnöke
- 2004-2008 Bihar megyei Tanács elnöke
- 2008-tól Bihar megyei Tanács alelnöke